# Paul Germain (gimnastyk)
Paul Germain (ur. 7 lutego 1875 w Roubaix, zm. ?) – francuski gimnastyk, olimpijczyk.
Wziął udział w Igrzyskach Olimpijskich w Paryżu w 1900 r. Wystartował w konkurencji gimnastycznej. Zawody odbyły się w dniach 29–30 lipca 1900 r. Germain uzyskał wynik – 183 punkty i zajął 117 miejsce.